# 한국채택국제회계기준
한국채택국제회계기준(K-IFRS)는 한국회계기준원이 국제회계기준(IFRS)에 맞추어 2007년 말 제정한 새로운 회계기준으로, 2011년부터 대한민국의 모든 상장회사에 의무적으로 적용되기 시작했다.

## 내용
재무제표의 구성 항목이 바뀌어 대차대조표는 재무상태표로 명칭이 바뀌었고, 손익계산서는 기존 손익계산서에서 대차대조표의 기타포괄손익을 포함하는 포괄손익계산서로 변경되었다.
한국채택국제회계기준은 국제회계기준을 그대로 번역해 만들었으나, 국제회계기준에는 없는 '영업손익' 항목이 있다.

## 같이 보기
- 국제회계기준
- K-GAAP
- 재무제표
- 회계학
- SFAS 157